# Колычево (Владимирская область)
Колычево — деревня в Судогодском районе Владимирской области России, входит в состав Мошокского сельского поселения.

## География
Деревня расположена в 5 км на юго-восток от центра поселения села Мошок и 37 км на юго-восток от Судогды на автодороге 17Р-1 Владимир – Муром – Арзамас.

## История
Впервые деревня упоминается в окладных книгах Рязанской епархии за 1676 год в составе Мошенского прихода, в ней тогда было 73 двора крестьянских.
В конце XIX — начале XX века деревня входила в состав Мошенской волости Судогодского уезда, с 1926 года — в составе Владимирского уезда. В 1859 году в деревне числилось 41 дворов, в 1905 году — 50 дворов, в 1926 году — 45 дворов.
С 1929 года деревня являлась центром Колычевского сельсовета Судогодского района, с 1940 года — в составе Мошокского сельсовета, с 2005 года — в составе Мошокского сельского поселения.

## Население
| 1859 | 1905 | 1926 | 2002 |
| ---- | ---- | ---- | ---- |
| 328  | 324  | 252  | 122  |

| 1859 | 1905 | 1926 | 2002 | 2010 | 2021 |
| ---- | ---- | ---- | ---- | ---- | ---- |
| 328  | ↘324 | ↘252 | ↘122 | ↘102 | ↘65  |